# CTV 2 Alberta
 (octobre 2020).
Si vous disposez d'ouvrages ou d'articles de référence ou si vous connaissez des sites web de qualité traitant du thème abordé ici, merci de compléter l'article en donnant les références utiles à sa vérifiabilité et en les liant à la section « Notes et références ».
CTV 2 Alberta est une chaîne de télévision canadienne de divertissement en langue anglaise et anciennement une chaîne éducative de la province de l'Alberta. 
Propriété de la filiale Bell Média de BCE Inc, elle fonctionne comme une station détenue et exploitée de facto par son système de télévision secondaire CTV 2.

## Historique

### Access (1973–2011)

#### Télévision publique éducative (1973–1994)
Access est lancée le 30 juin 1973 par le gouvernement de l'Alberta, par l'intermédiaire de l'Alberta Educational Communications Corporation (AECC), aux côtés de CKUA Radio. Auparavant, des émissions éducatives de langue anglaise étaient diffusées sur la station de télévision CBXFT de Radio-Canada à Edmonton. Lors de son lancement, Access n'était disponible que par câble et ne diffusait pas en direct.
Le 9 janvier 1984, AECC a obtenu une licence du CRTC pour une station de télévision à Calgary, CIAN-TV ; le 1er décembre 1986, AECC a obtenu une autre licence pour une station de télévision à Edmonton, CJAL-TV, pour rediffuser les émissions de CIAN. Les deux stations retransmettent le flux Access.

#### Privatisation (1995)
Après avoir réévalué tous les bénéficiaires de financement provinciaux, le gouvernement de l'Alberta a annoncé en 1993 qu'il cesserait de financer directement Access après 1994. En conséquence, en 1995, Access a été privatisé et vendu à Learning and Skills Television of Alberta Limited (LSTA), détenue à 60 % par CHUM Limited. En février 2005, CHUM Limited a acquis la participation restante de 40 % dans LSTA, renommée Access Media Group, donnant à la société 100 % de ses actions, y compris sa participation dans Access.

#### Transfert à CTVglobemedia (2006)
Le 12 juillet 2006, CTVglobemedia a annoncé qu'elle ferait une offre publique d'achat amicale pour acheter CHUM Limited. En raison des projets de CTVglobemedia de conserver CTV et Citytv, Rogers Communications devait acheter Access (avec les stations A-Channel de CHUM, CKX-TV à Brandon, Canadian Learning Television et SexTV: The Channel) comme annoncé le 9 avril 2007, en attendant l'approbation du CRTC (et l'approbation de l'achat de CTVglobemedia).
Le CRTC ayant choisi de forcer CTV à vendre les stations Citytv à la place, l'entente avec Rogers a été annulée. À ce titre, CTVglobemedia a conservé Access avec les stations A-Channel, CKX-TV et toutes les chaînes spécialisées de CHUM, et a vendu les stations Citytv à Rogers. L'opération de prise de contrôle a été finalisée le 22 juin 2007. Les stations A-Channel ont été rebaptisées « /A\ » le 11 août 2008 ; à la même date, Access a lancé un nouveau logo de style A et a commencé à diffuser des émissions de «A» pendant certaines heures de grande écoute.

### CTV Two Alberta (depuis 2011)
Access a été relancée sous le nom de CTV Two Alberta lors de l'été 2011, dans le cadre d'un changement de nom du système « A ».
Le 11 janvier 2016, lors du renouvellement de la licence, Bell Média (successeur de CTVglobemedia) a demandé que la chaîne ne soit plus classée comme diffuseur éducatif. La compagnie a déclaré que la province serait mieux servie à la fois avec un radiodiffuseur éducatif dédié et un service privé. Malgré les critiques d'un certain nombre de groupes, notamment du radiodiffuseur éducatif de l'Ontario TVO, le CRTC a approuvé la demande le 15 mai 2017, invoquant le manque d'intervention du gouvernement provincial, ainsi que des discussions entre le gouvernement et le Knowledge Network de la Colombie-Britannique pour lancer éventuellement un nouveau service de diffusion éducative détenu et exploité par l'État en Alberta. En conséquence, CTV Two Alberta a abandonné toute programmation éducative, mais continue de diffuser le magazine d'information Alberta Primetime.

### Identité visuelle (logo)

Logo d'Access de 2008 à 2011
Logo de CTV Two Alberta de 2011 à 2018
Logo de CTV 2 Alberta depuis 2018

## Télévision numérique
Dans le cadre de la transition du Canada vers la télévision numérique terrestre, les stations de télévision de Calgary et d'Edmonton devaient se convertir à la radiodiffusion numérique ou signer complètement d'ici le 31 août 2011. Avant cette date limite, la station avait mis en place un réseau analogique en direct. émetteur de télévision aérienne dans chacun de ces deux marchés. La station n'avait aucun autre émetteur en direct.
Étant donné que la chaîne est autorisée à titre d'entreprise de satellite à câble, elle n'est pas tenue d'offrir des émetteurs en direct. Pour cette raison, les coûts de conversion des deux émetteurs Access de Calgary et d'Edmonton au numérique, et comme le réseau doit déjà être acheminé par le câble et les fournisseurs IPTV de la région en tant que radiodiffuseur éducatif désigné de la province, CTV 2 a fermé son réseau d'émetteurs hertziens le 31 août 2011.

## Programmation
En tant qu'Access, le réseau a diffusé une variété de programmes éducatifs et informatifs ainsi que des programmes de divertissement qui comprennent tous des programmes pour enfants, des documentaires, des longs métrages, des talk-shows, des dramatiques, des comédies et d'autres programmes. À partir du 9 mars 2009, Access a commencé à câbler un programme de magazines d'information et d'actualité à l'échelle de la province appelé Alberta Primetime, des studios CTV / Access à Edmonton. Les ressources des stations détenues et exploitées par CTV à Edmonton (CFRN-TV) et à Calgary (CFCN-TV) seront utilisées pour produire le programme.